# Erik Brandsma
Erik Brandsma, född 29 mars 1964, är en svensk ämbetsman och direktör. 
Han är utbildad skogsingenjör och har arbetat på nederländska miljödepartementet, OECD, Förenta nationerna, Eon AG i Düsseldorf och Vattenfall.
Han var generaldirektör för Energimyndigheten 2012–2018. Den 24 maj 2018 tillträdde han tjänsten som vd för Jämtkraft, en tjänst som han lämnade i april 2021. I oktober 2021 meddelades att han med start januari 2022 tillträder som vd för Sveaskog.